# 央摩租乡
央摩租乡，是中华人民共和国四川省凉山彝族自治州昭觉县曾经下辖的一个乡。2021年1月12日，撤销央摩租乡，其所属行政区域为比尔镇的行政区域。

## 行政区划
央摩租乡撤销前下辖以下地区：
补且阿莫村、呷拖村、马书博西村、尔典洼以村和达觉乃甲村。